# Malakoff (Franciaország)
Malakoff település Franciaországban, Hauts-de-Seine megyében. Lakosainak száma 30 183 fő (2022. január 1.). Malakoff Párizs, Montrouge, Châtillon, Clamart és Vanves községekkel határos.

## Népesség
A település népességének változása:
| Lakosok száma | 30 304 | 29 897 | 30 286 | 30 720 | 30 711 | 30 950 | 31 230 | 30 292 | 30 183 |
|               | 2013   | 2015   | 2016   | 2017   | 2018   | 2019   | 2020   | 2021   | 2022   |